# Mihai Vardală
Mihai Vardală   (1903 - valor desconegut) va ser un jugador de rugbi a 15 romanès que va competir en els anys posteriors a la Primera Guerra Mundial.
El 1924 va ser seleccionat per jugar amb la selecció de Romania de rugbi a 15 que va prendre part en els Jocs Olímpics de París, on guanyà la medalla de bronze. Els dos partits disputats als Jocs foren els únics que jugà amb la selecció nacional.